# Alberto Isaac
Alberto Isaac Ahumada "El Güero" (Coyoacán, Ciudad de México, 18 de marzo de 1923 -  Ibidem, 9 de enero de 1998) fue un cineasta, pintor, caricaturista y nadador olímpico mexicano. Vivió su infancia en el estado de Colima. 
Fue director de 13 cintas, y fue nominado en varias ocasiones a los premios Diosa de Plata y 44 ocasiones a los Premio Ariel, y ganó en 11 ocasiones. Su documental Olimpíada en México fue nominado a los Premios Óscar en 1969. Sus últimos años los vivió en el poblado de Comala, donde se dedicó a la pintura y como cartonista en periódicos colimenses y del Distrito Federal, hasta su muerte. Sus restos se incineraron y sus cenizas se esparcieron en el mar del poblado de Cuyutlán, mismo que utilizó como locación para algunas de sus cintas.[cita requerida]

## Infancia y juventud
Alberto Isaac Ahumada nació en la Ciudad de México, pero después de la muerte de su padre su familia se trasladó, en su primera infancia, a Colima, donde vivió junto a tres tías y un tío (que dirigían una sala de cine). Muchas de las películas que hizo a lo largo de su carrera las hizo en Colima, a donde se trasladó durante su vejez. Estudió para ser maestro, pero en ello solo trabajó por un corto período antes de ir a la Ciudad de México, donde laboró en la sección deportiva de un diario. En dos años, ya estaba trabajando para Esto, el diario deportivo, haciendo dibujos animados. Luego contribuyó con sus dibujos a El Universal, El Sol de México y Novedades.[cita requerida]

## Natación
Alberto Isaac comenzó su carrera deportiva participando en el equipo de natación Colima (al que también pertenecía Ismael Aguayo Figueroa) contra el equipo manzanillense "Lobos de Mar", que encabezaba Fidel Kosonoy. En 1941, se coronó por primera vez como campeón nacional de natación en los Juegos Deportivos de la Revolución, título que retuvo por diez años. A Alberto Isaac lo conocieron los medios de comunicación mexicanos como La Flecha Colimense durante su carrera deportiva. Nadie logró superar sus marcas, impuestas en México y en Centroamérica, y logró ser, durante la Segunda Guerra Mundial, campeón de los Estados Unidos. Ganó muchas medallas de oro nacionales y buenos lugares en el extranjero.[cita requerida]

## Cineasta
En 1953-1954, dirigió una serie para la incipiente televisión mexicana, llamada La Familia Rábano, con el actor Héctor Lechuga, patrocinada por los automóviles Hudson. El programa relataba viajes de una familia a diversas partes de la república mexicana. Enrique Moguel Patrón era el camarógrafo improvisado, con una cámara de 16 milímetros Bolex con torreta giratoria de tres lentes.[cita requerida]
En 1965, presentó, en el cine Diana, de Manzanillo, Colima, su primera película, titulada En este pueblo no hay ladrones, junto al caricaturista Abel Quezada y el artista plástico José Luis Cuevas.[cita requerida]
Produjo también otras películas, con las que llegó a figurar en un libro de Beatriz Paredes Rangel, como unose de los 13 mejores directores del cine mexicano.[cita requerida]
En El rincón de las vírgenes, produjo una remembranza de la época revolucionaria en el estado de Colima, con episodios en Cuyutlán, Comala y la ciudad de Colima.[cita requerida]
En Maten a Chinto, reprodujo un dramático episodio sucedido en el Hotel Colonial de Manzanillo, cuando el mayordomo Nicolás Rivera se atrinchera en la construcción, entablando combate con la policía e incluso con el Ejército Mexicano.[cita requerida]
Con su filme Mujeres insumisas, logró obtener diversos reconocimientos nacionales e internacionales.[cita requerida]
Se le encomendó la producción del documental sobre los Juegos Olímpicos de Moscú 1980. Fue el primer director del Instituto Mexicano de Cinematografía (Imcine).[cita requerida]

## Caricaturista y pintor
Durante sus últimos años, ejerció el periodismo, creando cartones y editoriales desde su casa, asentada cerca de un arroyo en la cabecera municipal de Comala para los diarios Ecos de la Costa y El Correo de Manzanillo. En 1981, fue ganador del Premio Nacional de Periodismo de México, por su trabajo de caricaturas. Mantuvo una fuerte relación con artistas mexicanos y colimenses, como Alejandro Rangel Hidalgo y Gonzalo Villa Chávez.[cita requerida]

## Fallecimiento
Luego de su muerte, sus cenizas se vertieron en el mar, frente al poblado de Cuyutlán, justo como lo había expresado a sus familiares años atrás.[cita requerida]

## Reconocimientos
Años antes de su muerte, su nombre había sido impuesto a una calle de la ciudad de Colima y a la alberca olímpica de la Unidad Deportiva Morelos. Luego de su deceso, se develó una placa en el malecón de Cuyutlán en su honor, se colocaron sus obras artísticas en una sala de la casa de la cultura de Comala y se puso su nombre a una secundaria en el poblado de La Estancia.[cita requerida]

## Filmografía
- Mujeres insumisas (1995)
- ¡Maten a Chinto! (1990)
- Mariana, Mariana (1988)
- Tiempo de lobos (1981)
- Las noches de Paloma (1978)
- Cuartelazo (1977)
- Tívoli (1975)
- Entrevista Echeverría-Ford (1974)
- Cita en Guadalajara (1973)
- El rincón de las vírgenes (1972)
- Los días del amor (1971)
- Futbol México 70 (1970)
- The World at Their Feet (1970)
- Olimpiada en México (1969)
- Las visitaciones del diablo (1968)
- En este pueblo no hay ladrones (1965)